# Манастир Савина Главица
Манастир Савина Главица је манастир Српске православне цркве.

## Историја
На овом мјесту данас постоји манастир направљен од некада древне цркве Светога Саве. Благословом митрополита Амфилохија, 2010. године, од ове цркве настао је манастир. У том крају, Грбљу, налазе се 64 цркве. Са мјеста које се зове Савина Главица седам од тих цркава се види у непосредној близини у селима Вишњева, Загора, Ковачи, Главати.
Црква Светог Саве настала је на мјесту које је освештано стопама нашег првог и највећег светитеља Светог Саве. Првобитна црквица је мала и до данашњег дана је сачувана, нешто мало прерађена, али углавном, то је црква из 13 вијека. Међутим, крајем 19. вијека и почетком 20. народ већ не знајући да је ова мала црква заиста благословена самим нашим највећим светитељем, већ мислећи да је то црква као и друге, јер су већ ове остале које поменусмо биле никле, народ ријеши да подигне већу цркву Светом Сави око ове мале и да се тако направи већа част светитељу. Међутим, зидање поче, али се не заврши и када је дошло до висина од неких 4 метра, огромна црква Светог Саве стаде са градњом – избио је Први свјетски рат, градња је стала и оставила најнеобичније окружење које постоји у православљу: оставила је малу црквицу окружену бедемом, који као да штити, не само унутрашњост цркве, него да штити и вјеру и унутарњу молитву.
Од Савиндана 2010. године црква са конаком у изградњи постаје манастир Светог Саве.